# Frederic Francesc II de Mecklenburg-Schwerin
Frederic Francesc II de Mecklenburg-Schwerin (Ludwigslust, 28 de febrer del 1823 - Schwerin, 15 d'abril de 1883) fou gran duc de Mecklenburg-Schwerin durant els anys 1842 i 1883.

## Orígens familiars
Era fill del gran duc de Mecklenburg-Schwerin Pau Frederic I i de la princesa Alexandrina de Prússia. Frederic Francesc era net per via paterna del príncep hereu Frederic Francesc de Mecklenburg-Schwerin i de la gran duquessa Helena de Rússia; mentre que per via materna era net del rei Frederic Guillem III de Prússia i de la duquessa Lluïsa de Mecklenburg-Strelitz.

## Núpcies i descendents
El dia 3 de novembre de 1849 contragué matrimoni a Ludwigslust amb la princesa Augusta de Reuss-Köstritz, filla del príncep de Reuss-Köstritz Enric LXIII i de la duquessa Elionor de Stolberg-Wernigerode. La parella tingué 
cinc fills:
- SAR el gran duc Frederic Francesc III de Mecklenburg-Schwerin, nat a Ludwigslust el 1851 i mort a Canes el 1897. Es casà a Sant Petersburg el 1879 amb la gran duquessa Anastàsia de Rússia.
- SA el duc Pau Frederic de Mecklenburg-Schwerin, nat a Ludwigslust el 1852 i mort a Ludwigslust el 1923. Es casà amb la princesa Maria de Windisch-Grätz el 1881 a Schwerin.
- SA la duquessa Maria de Mecklenburg-Schwerin, nada a Ludwigslust el 1854 i morta a Contexeville (França) el 1920. Es casà a Sant Petersburg el 1874 amb el gran duc Vladimir de Rússia.
- SA el príncep Nicolau de Mecklenburg-Schwerin, nat a Ludwigslust el 1855 i mort a Ludwigslust el 1856.
- SA el duc Joan Albert de Mecklenburg-Schwerin, nat a Schwerin el 1857 i mort a Wiligrad el 1920. Es casà en primeres núpcies a Weimar el 1886 amb la princesa Elisabet de Saxònia-Weimar-Eisenach de qui quedà viudu el 1908. En segones núpcies es casà amb la princesa Elisabet de Stolberg-Rossla amb qui es casà a Brunsvic el 1909.

- SA el príncep Alexandre Teodor de Mecklenburg-Schwerin, nat i mort a Doberan el 1859.

La princesa Augusta de Reuss-Köstritz morí el dia 3 de març de 1862 a Schwerin. Després de la seva mort, Frederic Francesc es tornà a casar, aquesta vegada amb la princesa Anna de Hessen-Darmstadt a Darmstadt el 1864. Anna era filla del príncep Carles Guillem de Hessen-Darmstadt i de la princesa Elisabet de Prússia. La parella tingué una única filla:
- SA la duquessa Anna de Mecklenburg-Schwerin, nada a Schwerin el 1865 i morta a Schwerin el 1865.

En el part de la seva única filla, Anna de Hessen-Darmstadt morí. Frederic Francesc es casà en terceres núpcies amb la princesa Maria de Schwarzburg-Rudolstadt a Rudolstadt el 4 de juliol de 1865. La parella tingué quatre fills:
- SA la duquessa Elisabet de Mecklenburg-Schwerin, nada a Ludwigslust el 1869 i morta a Schaumburg el 1955. Es casà a Schwerin el 1896 amb el gran duc Frederic August I d'Oldenburg.

- SA el duc Frederic Guillem de Mecklenburg-Schwerin, nat el 1871 a Schwerin i mort el 1897 en un vaixell al port de Cuxhaven.

- SA el duc Adolf Frederic de Mecklenburg-Schwerin, nat a Schwerin el 1873 i mort a Eutin el 1969. Es casà el 1917 a Gera amb la princesa Victòria de Reuss-Gera que morí un any després del casament. En segones núpcies es casà amb a Ludwigslust el 1924 amb la princesa Elisabet de Stolberg-Rossla.

- SA el duc Enric de Mecklenburg-Schwerin, nat a Schwerin el 1876 i mort a La Haia el 1934. El 1901 es casà a la Haia amb la reina Guillemina I dels Països Baixos.

## Guerra francoprussiana
Les tropes de Mecklenburg prengueren part durant la Guerra francoprussiana de 1870 al costat de les tropes del rei Guillem I de Prússia. Aquest fet, més la neutralitat durant la Guerra austroprussiana feren que Prússia respectés la integritat territorial del Gran Ducat de Mecklenburg-Schwerin.
El dia 1883 moria a Schwerin cedint el tro al seu fill, el gran duc Frederic Francesc III de Mecklenburg-Schwerin. Durant el seu regnat no s'introduïren cap avenç polític ni econòmic significatiu al Gran Ducat que es mantingué com un dels territoris més endarrerits d'Alemanya.